# فلاديمير لوباشيف
فلاديمير ميخائيلوفيتش لوباشيف (29 يوليو 1934 - 3 أغسطس 2011) (بالروسية: Владимир Михайлович Лобашёв) هو فيزيائي روسي، خبير في الفيزياء النووية وفيزياء الجسيمات. قام بتأليف أكثر من 200 ورقة، 25 منها تُعدُّ رائدة.

## مسيرته
ولد لوباشيف في لينينغراد. كان والده ميخائيل يفيموفيتش لوباشيف أستاذًا في علم وظائف الأعضاء وعلم الوراثة، ورئيسًا لقسم الوراثة في جامعة لينينغراد الحكومية.
تخرج لوباشيف من المدرسة الثانوية سنة 1952 مع ميدالية فضية. حصل على شهادة في الفيزياء من جامعة لينينغراد الحكومية عام 1957. دافع عن أطروحته العليا سنة 1963، وأطروحة دكتوراه عن عدم الحفاظ على التكافؤ المكاني في اضمحلال غاما للنواة سنة 1968.
من عام 1957 إلى عام 1971، عمل لوباشيف مساعدا مخبريا ورئيسًا لمعهد (Ioffe Physical-Technical) في لينينغراد، حيث تعاون أيضًا مع معهد لينينغراد للفيزياء النووية.
في عام 1972، أصبح لوباشيف رئيسًا لقسم الفيزياء التجريبية في معهد الأبحاث النووية في موسكو.
في عام 1970، انتخب عضوا مناظرا في أكاديمية العلوم السوفييتية، وحصل على العضوية الكاملة في عام 2003.